# Trichoniscus pedronensis
Trichoniscus pedronensis är en kräftdjursart som beskrevs av Albert Vandel 1947A. Trichoniscus pedronensis ingår i släktet Trichoniscus och familjen Trichoniscidae. Inga underarter finns listade i Catalogue of Life.